# Точка излома

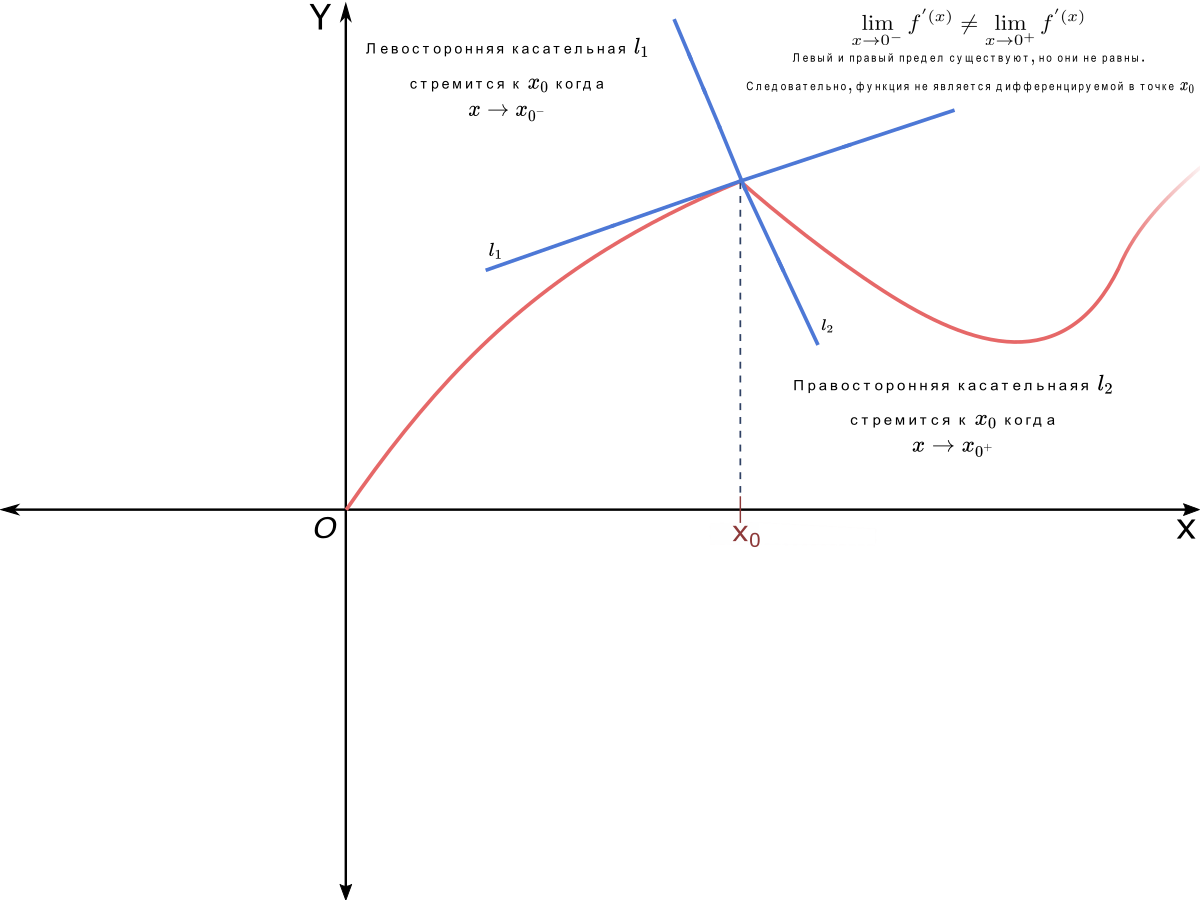

Точка излома или угловая точка — особая точка кривой, обладающая тем свойством, что ветви кривой, на которые эта точка делит исходную кривую, имеют в этой точке различные (односторонние) касательные. Функция не является гладкой в данной точке.
Говорят, что функция имеет точку излома, если график функции имеет точку излома. Функция имеет точку излома, если она имеет правую и левую производные, которые различны между собой, то есть,  выполняется неравенство{\displaystyle \lim _{x\to x_{0}^{-}}f^{'}(x)\neq \lim _{x\to x_{0}^{+}}f^{'}(x)} и хотя бы один из них конечен (правый или левый предел не стремится к {\displaystyle \pm \infty }).
Точкой излома функции {\displaystyle y=f(x)} является критическая точка первого рода в которой производная функции терпит разрыв (за исключением случая бесконечных односторонних производных одного знака), то есть правая и левая производные не совпадают. Точка излома нередко является точкой локального экстремума, в том случае если производные слева и справа имеют разный знак.

## Пример: функцииy=|x|{\displaystyle y=|x|}
Функция {\displaystyle y=|x|}является непрерывной в точке (0,0). Производная равна {\displaystyle y'=sgn(x)}, которая терпит разрыв в точке (0,0).
{\displaystyle f'_{+}(0)=1;f'_{-}(0)=-1} — правая и левая производные не совпадают. Таким образом точка (0,0) является точкой излома функции.

Функции